# Helictes paucus
Helictes paucus là một loài tò vò trong họ Ichneumonidae.